# 風ノ唄/BURN
「風ノ唄/BURN」（かぜノうた/バーン）は、FLOWのメジャー31枚目、通算35枚目のシングル。2016年8月24日にKi/oon Musicから発売された。

## 概要
- 前作から約7か月ぶりのメジャー31枚目シングル盤、両A面は「HERO 〜希望の歌〜/CHA-LA HEAD-CHA-LA」以来となる。
- 収録曲「風ノ唄」は、独立UHF系アニメ『テイルズ オブ ゼスティリア ザ クロス』の第1期オープニング主題歌。「BURN」は、PS3・PS4用ゲームソフト『テイルズ オブ ベルセリア』主題歌と独立UHF系アニメ『テイルズ オブ ゼスティリア ザ クロス』第6話エンディング主題歌。
- 「テイルズ オブ」シリーズのタイアップは初めてとなる。
- CDは、通常盤、初回生産限定盤、期間生産限定盤（アニメ盤）の三種類。期間生産限定盤（アニメ盤）は収録曲、DVDの収録内容が他と異なる仕様。
- 「テイルズ オブ」シリーズのタイアップが決定したが、歴代の主題歌にBUMP OF CHICKENやSuperflyなどを始め有名な曲が多くあること、熱狂的なファンが多いところから、制作にあたりプレッシャーがあったとインタビューで語っている[3]。
- CD売上初動1.0万枚。前作「Steppin' out」から約7000枚の販売数の増加[4]。

## 収録曲

### 初回生産限定盤・通常盤
全曲 作詞：Kohshi Asakawa、作曲：Takeshi Asakawa
1. 風ノ唄［4:21］
  - 編曲：FLOW

独立UHF系アニメ『テイルズ オブ ゼスティリア ザ クロス』第1期オープニング主題歌。
「風ノ唄」は、アニメの制作ミーティングに参加し、膝を合わせた意見交換から得た要求を参考に、デモを3・4曲制作、スタッフの満場一致で選ばれた一曲が「風ノ唄」の原曲である。作詞を関しても綿密な意見交換により、具体的なイメージをもって制作出来たことを語っている。デモの段階から完成形に近く、そこからより壮大なファンタジーを意識したストリングを足して「風ノ唄」は完成した。
2. BURN ［4:04］
  - 編曲：FLOW & キバオブアキバ

PS3・PS4・Windows用ゲームソフト『テイルズ オブ ベルセリア』主題歌、独立UHF系アニメ『テイルズ オブ ゼスティリア ザ クロス』第7話（#06）エンディング主題歌。
「風ノ唄」よりも1年前に作成されていた曲で、アルバム『#10』で共同制作で携わったキバオブアキバとの一曲「JOY TO THE WORLD」と並行して作曲されたのが「BURN」の原曲である。その一曲をスタッフに提案し、そこからブラッシュアップして完成に至った1曲[5]。
3. 風ノ唄 -Instrumental-［4:21］
4. BURN -Instrumental- ［4:04］

### 期間生産限定盤/アニメ盤
1. 風ノ唄［4:21］
2. BURN［4:04］
3. 風ノ唄 -TV Size-［1:31］
4. BURN -Game Size-［2:04］
5. 風ノ唄 -TV Size Inst.-［1:31］
6. BURN -Game Size Inst.-［2:04］

## 初回版DVD

### 初回生産限定盤
1. 風ノ唄（Music Video）
Music Videoの監督は、過去に「GO!!!」や「COLORS」を担当した竹内鉄郎。
タイトルに因んだ「FLOWの風を見せたい」というコンセプトのもと、メンバー全員が新体操のリボンに挑戦している。このMVはリオデジャネイロオリンピックに出場する新体操日本代表ナショナルチーム「フェアリージャパン」へのオマージュを込めた映像となっている。
2. BURN（Music Video）
「風ノ唄」と同じくMusic Videoの監督は、竹内が担当。
炎に包まれての演奏シーンが印象的な映像。
3. 風ノ唄/BURN（Music Videoメイキング集）

### 期間生産限定盤/アニメ盤
1. 風ノ唄（Music Video 『テイルズ オブ ゼスティリア ザ クロス』ver.）
2. BURN（Music Video 『テイルズ オブ ベルセリア』ver.）